# Jean-Claude Maurice
Jean-Claude Maurice, né le 9 juin 1943 à Paris, est un journaliste français de presse écrite.

## Biographie
Après une licence d'histoire en Sorbonne et le diplôme du Centre de formation des journalistes (CFJ) de Paris, il débute à Paris-Presse, avant d'être chef de service (culture-médias) à 24 Heures, puis Jours de France. Il devient ensuite rédacteur en chef adjoint à Télé poche. 
En 1981, lors de la reprise du Journal du dimanche (JDD)  par le groupe Hachette-Filipacchi, Étienne Mougeotte l'appelle pour diriger la rubrique spectacles-télévision du titre. Il en sera successivement rédacteur en chef adjoint, rédacteur en chef puis directeur de la rédaction de juin 1999 à décembre 2005, date à laquelle Jacques Espérandieu lui succède. 

## Livres
- Si vous le répétez, je démentirai : Chirac, Villepin, Sarkozy, Plon, mars 2009  (ISBN 978-2-259-21021-8).

## Collaborations (articles signés)
- Le Monde
- La Revue politique et parlementaire

## Distinctions
- Officier des Arts et des Lettres
- Chevalier de l'ordre du Mérite